# Queenie Eye
Queenie Eye ist ein Lied des britischen Musikers Paul McCartney, das 2013 als Single veröffentlicht wurde. Komponiert wurde es von Paul McCartney und Paul Epworth.

## Hintergrund
Der Titel leitet sich von einem gleichnamigen Ballspiel ab, das McCartney aus seiner Kindheit kannte. Das Spiel ist auch bekannt als Queenie, Queenie, who's got the ball? Es wird mit vier oder mehr Spielern gespielt, von denen einer als „Queenie“ ausgewählt wird. Diese Person dreht den anderen den Rücken zu, wirft einen Ball über ihre Schulter, dreht sich um und muss erraten, welcher der anderen Spieler ihn gefangen hat. Paul McCartney sagte dazu: „Der Song Queenie Eye basiert auf einem Spiel, das wir als Kinder gespielt haben. Man muss sich daran erinnern, dass das schon lange her ist und im Grunde genommen in einer ziemlich armen Gegend, aus der ich kam. Wie man sich selbst beschäftigte, war, auf die Straße zu gehen und Straßenspiele zu spielen. Es gab nicht so viel Verkehr, so dass man ziemlich sicher war. Und eines der Spiele hieß Queenie Eye.“
Das Musikvideo zu Queenie Eye wurde in den Abbey Road Studios (Studio 2) gedreht und zeigt McCartney beim Aufnehmen des neuen Liedes. Während der Aufnahme kommt ein immer größer werdendes Publikum ins Musikstudio, das jedoch scheinbar weder von McCartney noch von seinem Produzenten gesehen werden kann. Zu den Darstellern im Musikvideo gehörten unter anderem Johnny Depp, George Ezra, Jeremy Irons, Chris Pine, Jude Law, Sean Penn, Alice Eve, James Corden, Meryl Streep, Tracey Ullman, Kate Moss, Lily Cole, Laura Bailey, Jack Savoretti, Gary Barlow, Peter Blake und Tom Ford. Die Regie zum Musikvideo führte Simon Aboud, der Ehemann von McCartneys Tochter Mary.
Queenie Eye konnte in insgesamt drei Ländern die Top 100 der Charts erreichen. In Belgien erreichte das Lied Platz 55, in Japan Platz 42. In den US Adult Alternative Charts platzierte sich Queenie Eye auf Rang 27.
Queenie Eye hatte sein Live-Debüt am 10. Oktober 2013 bei einem Überraschungsauftritt am Times Square in New York City. Paul McCartney spielte Queenie Eye auch zusammen mit seinem ehemaligen Bandkollegen Ringo Starr bei den Grammy Awards 2014.

## Aufnahme
Die Aufnahmesessions für Queenie Eye fanden im Januar 2012 in McCartneys eigenem Hog Hill Mill Studio in Sussex statt, wobei Paul Epworth als Produzent fungierte. Die Overdub-Aufnahmen fanden in den Air Studios in London und in den Henson Recording Studios in Los Angeles statt.
Besetzung:
- Paul McCartney: Gesang, Bassgitarre, Lap-Steel-Gitarre, Klavier, Mellotron, Synthesizer, Tamburin
- Paul Epworth: Schlagzeug

Paul Epworth sagte im November 2013 gegenüber dem NME über die Aufnahmen: „Ich denke, dass sich so etwas wie Queenie Eye zu etwas entwickelt hat, was es vorher nicht war. Es hatte eine langsame Entstehung, aber ich glaube nicht, dass wir in der Lage gewesen wären, das Ergebnis zu erzielen, das wir am Ende erzielt haben, wenn wir es nicht auf diese Weise gemacht hätten. Die Art und Weise, wie Queenie Eye anfing, war sehr roh: zwei von uns im Raum, zwei Verstärker. Es war vielleicht ein bisschen Death From Above 1979, was die Drums und Keyboard-Sounds angeht.“

## Coverversionen
Es gibt mindestens eine Coverversion von Queenie Eye.

## Veröffentlichung
- Am 11. Oktober 2013 erschien in Deutschland das Album New, auf dem sich Queenie Eye befindet. Am 7. November 2014 wurde international die Collector’s Edition des Albums New veröffentlicht, bestehend aus zwei CDs und einer DVD. Diese enthält zusätzlich Queenie Eye (Live at Tokyo Dome 2013), Queenie Eye (Music Video) und Making of Queenie Eye.[9]
- Am 24. Oktober 2013 wurde die zweite Download-Single Queenie Eye veröffentlicht, eine physische Singleveröffentlichung erfolgte wiederum nicht. In Großbritannien[10] wurde eine Promotion-CD mit einer gekürzten Version (Radio Edit) verteilt, und in den USA wurden Promotion-CD-Singles in zwei verschiedenen Versionen hergestellt:
- Queenie Eye (RadioEdit) / Queenie Eye (Album Version)[11]
- Queenie Eye (Radio Edit) / Queenie Eye (Album Version) / Queenie Eye (Dialogue explaining the Song) / Queenie Eye (Short Song Introduction)[12]
- Queenie Eye erschien am 10. Juni 2016 auf dem Kompilationsalbum Pure McCartney (4CD).
- Am 2. Dezember 2022 wurde die Singlebox The 7″ Singles Box veröffentlicht, die auch Queenie Eye enthält.